# 電氣大樓前停留場
電氣大樓前停留場（日语：／ Denkibiru-mae teiryūjō */?）是位於富山縣富山市櫻橋通，富山地方鐵道富山軌道線的電車站。車站編號為C12。
電車站位於富山縣道22號富山停車場線上的共用軌道。

## 歷史
- 1934年（昭和9年） - 隨著櫻橋至富山站前至總曲輪之間的走線變更，富山市營軌道櫻橋北詰停留場啟用[2]。
- 1936年（昭和11年）4月15日 - 宮下線（櫻橋北詰至紅十字醫院角）之間開通[3]。
- 1937年（昭和12年）9月11日 - 隨著進行神通川棄河開墾工程，富山電氣大樓竣工。由於該電車站位於大樓的北出入口，富山電氣大樓株式會社向富山市陳情，把電車站名稱改名為「電氣大樓前」。同日，富山市和富山電氣大樓之間簽定合同，該公司向富山市支付每個月40日圓為條件，把電車站改名為電氣大樓前停留場[4]。
- 1943年（昭和18年）1月1日 - 路線轉讓。成為富山地方鐵道的電車站[5]。
- 1945年（昭和20年）8月2日 - 發生富山大空襲（日语：富山大空襲），使電車站暫停使用[6]。
- 1946年（昭和21年）1月14日 - 南富山站前至富山站前之間重開，此站重開[7]。
- 1949年（昭和24年）12月30日 - 宮下線（電氣大樓前至東田地方之間）重開[7]。
- 1964年（昭和39年）11月8日 - 宮下線廢止[8]。

## 電車站構造
電車站是地面車站，建造在共用行車道上，設有2面2線的相對式月台。

## 電車站周邊
電車站附近為縣內的其中一條商業街。電車站名稱取自鄰近的富山電氣大樓。而附近也有其他商業大樓，包括北日本櫻橋大樓（舊住友生命大樓）、第一生命大樓、福國生命大樓等各保險公司大樓。興銀大樓和NTT西日本大樓等大樓。
- 富山電氣大樓（日语：富山電気ビルデイング）
  - 北陸銀行富山電氣大樓分店
  - 富山有線電視（日语：ケーブルテレビ富山）總部
- 富山露台豪華酒店（日语：ホテルグランテラス富山）
- 瑞穗銀行富山分店
- 安利美特富山店

## 相鄰電車站
富山地方鐵道
富山軌道線（本線）
櫻橋（C11）－電氣大樓前（C12）－地鐵大樓前（C13）

### 曾經存在的路線
富山地方鐵道
富山軌道線（宮下線）（1964年廢止）
電氣大樓前－東田地方

## 注腳
1. ↑  .   [2021年4月19日]. （原始内容存档于2021年3月5日） （日语）.
2. ↑  今尾惠介（監）. . 新潮社. 2008: 36. ISBN 978-4107900241 （日语）.
3. ↑  富山地方鉄道（編）. . 富山地方鉄道. 1983: 159 （日语）.
4. ↑  富山電氣大樓株式會社編《五十年史》，1986年（昭和61年）6月，富山電氣電氣大樓株式會社
5. ↑  1942年12月7日軌道譲渡許可「軌道譲渡」『官報』1942年12月21日（國立國會圖書館數碼化收藏）
6. ↑  富山地方鉄道（編）. . 富山地方鉄道. 1979: 175 （日语）.
7. 1 2  富山地方鉄道（編）. . 富山地方鉄道. 1983: 378 （日语）.
8. ↑  富山地方鉄道（編）. . 富山地方鉄道. 1979: 176 （日语）.

## 外部連結
- 電氣大樓前 市內電車 時間預定表PDF（日語） - 富山地方鐵道